# Spathiphyllum grazielae
Spathiphyllum grazielae là một loài thực vật có hoa trong họ Ráy (Araceae). Loài này được L.B.Sm. miêu tả khoa học đầu tiên năm 1968.